# Karl Peters
Karl Peters (27. september 1856 i Neuhaus an der Elbe, nær Hannover – 10. september 1918) var en tysk opdagelsesrejsende i Afrika og en af grundlæggerne af Tysk Østafrika i det nuværende Tanzania. 
Et ophold i London gjorde ham bekendt med de engelske principper for kolonisering og imperialisme, og efter hjemkomsten til Berlin grundlagde han Gesellschaft für Deutsche Kolonisation. I efteråret 1884 drog han med to andre medrejsende til Østafrika, hvor han med sine kompagnoner indgik en række traktater med høvdingene over stammerne Useguha, Nguru, Ijsagara og Ukami. Ved sin hjemkomst til Europa i 1885 stiftede han Deutsch-Ostafrikanische Gesellschaft. Han opnåede senere titel som Reichskommissar. 
Karl Peters opførsel over for den lokale befolkning var selv efter datidens forhold temmelig hårdhændet. Han benyttede lokale kvinder som konkubiner, og efter at have hængt sin konkubine og tjener og brændt deres landsby af som følge af et påstået forhold mellem de to, udbrød oprør blandt den lokale Chunga-stamme. Oprøret måtte nedkæmpes med en dyr militæroperation, og Peters blev kaldt tilbage til Berlin. Efter hjemkomsten i 1893 fremkom flere detaljer om Peters' brutale fremfærd mod lokalbefolkningen, og i 1897 blev Peters fjernet fra sin stilling og mistede sine pensionsrettigheder. 
 Der er for få eller ingen kildehenvisninger i denne artikel, hvilket er et problem. Du kan hjælpe ved at angive troværdige kilder til de påstande, som fremføres i artiklen.